# PH 01
Der 01 war ein Dieseltriebwagen der Anonymen Luxemburgischen Prinz-Heinrich-Eisenbahn- und Erzgrubengesellschaft (PH).

## Geschichte
Anfang der 1930er Jahre experimentierten zahlreiche Bahngesellschaften mit Triebwagen, um das Betriebsergebnis auf schlecht ausgelasteten Strecken zu verbessern. Auch die PH hatte Interesse an einem Triebwagen, aufgrund der schlechten finanziellen Situation wollte man sich kein fremdes Fahrzeug beschaffen. Daher wurde 1934 die Hauptwerkstatt in Petingen mit dem Bau eines Fahrzeugs beauftragt.
Der 200-PS-Dieselmotor sowie weitere Antriebskomponenten wurden von Ganz beschafft, der Rest selbst angefertigt. Das fertige Fahrzeug ähnelte stark schon vorhandenen dreiachsigen Personenwagen, war aber ein kompletter Neubau.
Im April 1935 wurde das Fahrzeug erstmals planmäßig eingesetzt, im selben Jahr wurde auch ein dreiachsiger Personenwagen zu einem entsprechenden zweiachsigen Beiwagen umgebaut. Fortan verkehrte das Fahrzeug vor allem auf der Bahnstrecke Petingen–Ettelbrück.
1942 wurde der PH Nr. 01 rückwirkend von der Deutschen Reichsbahn übernommen und als 136 701 in das Nummernschema eingereiht. Die CFL übernahm den Triebwagen als Z 121, der Beiwagen war während des Zweiten Weltkriegs zerstört wurden.
Nach einem Motorschaden musste das Fahrzeug 1951 abgestellt werden, ein Jahr später wurde es ausgemustert. 1953 wurde der Motor entfernt und 1957 der Wagen in einen Oberleitungsrevisionswagen umgebaut. Der 1969 ausgemusterte Wagen wurde Anfang der 1970er Jahre verschrottet.